# Чезаре Галлеа
Чезаре Галлеа (італ. Cesare Gallea, 23 вересня 1917, Турин — 11 лютого 2008, Турин) — італійський футболіст, що грав на позиції півзахисника. По завершенні ігрової кар'єри — тренер.
Виступав, зокрема, за клуб «Торіно», а також національну збірну Італії.
Чемпіон Італії. Дворазовий володар Кубка Італії. 

## Клубна кар'єра
У дорослому футболі дебютував 1935 року виступами за команду «Торіно», в якій провів дев'ять сезонів, взявши участь у 225 матчах чемпіонату. 

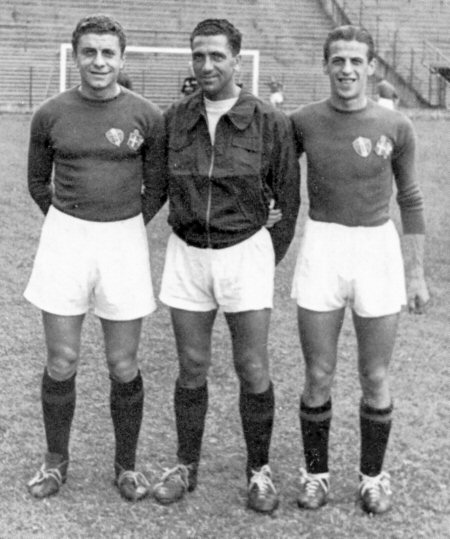
«Торіно» початку 40-х: Галлеа, тренер Янні і Оссола (зліва направо)

У розіграші 1935/36 виборов титул володаря Кубка Італії. У фіналі «Торіно» переміг «Алессандрію» з рахунком 5:1. Того ж року команда посіла третє місце в чемпіонаті, а також дебютувала в Кубку Мітропи. У розіграші Кубка Мітропи 1936 «Торіно» стартував з кваліфікаційного раунду, в якому зустрічався з швейцарським клубом «Берн». Італійська команда двічі розгромно перемогла — 4:1 і 7:1. В наступному раунді «Торіно» зустрічався з угорським «Уйпештом». В домашньому матчі команда Чезаре перемогла з рахунком 2:0, але у матчі-відповіді поступилась 0:5.
Наступного сезону у складі команди «Торіно» Галлеа знову став третім призером чемпіонату, а у 1939 і 1942 роках завойовував срібні медалі. Стати чемпіоном гравець зумів у розіграші 1942-43. Відіграв 15 матчів чемпіонату на позиції півзахисника. Того ж року клуб вдруге у своїй історії став володарем кубка Італії, перемігши у фіналі Венецію (4:0). Загалом у складі «Торіно» Галлеа зіграв 255 офіційних матчів, у яких забив 4 голи.
Протягом 1945—1947 років захищав кольори клубу «Брешія».
Завершив ігрову кар'єру у команді «Алессандрія», за яку виступав протягом 1947—1949 років.

## Виступи за збірну
1937 року зіграв свій єдиний офіційний матчах у складі національної збірної Італії. Італійці перемогли в гостях збірну Норвегії з рахунком 3:1.

## Кар'єра тренера
Розпочав тренерську кар'єру відразу ж по завершенні кар'єри гравця, 1949 року, очоливши тренерський штаб клубу «Каррарезе».
1953 року став головним тренером команди «Модена», тренував моденську команду один рік. Протягом тренерської кар'єри також очолював команди «Рьюніте Мессіна» та «Фанфулла».
Останнім місцем тренерської роботи був клуб «Лечче», головним тренером команди якого Чезаре Галлеа був з 1955 по 1956 рік.
Помер 11 лютого 2008 року на 91-му році життя у місті Турин.
| Дата      | Місто | Господарі | Результат | Гості  | Турнір           | Голи | Примітки |
| --------- | ----- | --------- | --------- | ------ | ---------------- | ---- | -------- |
| 27-5-1937 | Осло  | Норвегія  | 1 – 3     | Італія | товариський матч | -    |          |
| Усього    |       | Матчів    | 1         |        | Голів            | 0    |          |

### Статистика виступів у кубку Мітропи
| №                      | Розіграш               | Стадія                 | Дата та місце проведення | Команда 1              | Рахунок | Команда 2 | Голи |
| ---------------------- | ---------------------- | ---------------------- | ------------------------ | ---------------------- | ------- | --------- | ---- |
| 1                      | 1936                   | кв. раунд              | 07.06.1936 Берн          | Берн                   | 1:4     | Торіно    |      |
| 2                      | 1936                   | кв. раунд              | 14.06.1936 Турин         | Торіно                 | 7:1     | Берн      |      |
| 3                      | 1936                   | 1/8                    | 21.06.1936 Турин         | Торіно                 | 2:0     | Уйпешт    |      |
| 4                      | 1936                   | 1/8                    | 26.06.1936 Будапешт      | Уйпешт                 | 5:0     | Торіно    |      |
| Всього у кубку Мітропи | Всього у кубку Мітропи | Всього у кубку Мітропи | Всього у кубку Мітропи   | Всього у кубку Мітропи | 4       |           | 0    |

## Титули і досягнення
- Чемпіон Італії (1):

«Торіно»: 1942-1943
- Срібний призер чемпіонату Італії (2):

«Торіно»: 1938-1939,  1941-1942
- Бронзовий призер чемпіонату Італії (2):

«Торіно»: 1935-1936,  1936-1937
- Володар Кубка Італії (2):

«Торіно»: 1935-1936, 1942-1943